# Traktat o zakazie broni jądrowej
Traktat o zakazie broni jądrowej (ang. Treaty on the Prohibition of Nuclear Weapons TPNW; fr. Traité sur l’interdiction des armes nucléaires; hiszp. Tratado sobre la Prohibición de las Armas Nucleares; ros. Договор о запрещении ядерного оружия) – uchwalony 7 lipca 2017 r. w Nowym Jorku przez konferencję ONZ głosami 122 państw przy jednym głosie sprzeciwu (Holandia) i jednym wstrzymującym (Singapur), 69 pozostałych państw (w tym państwa posiadające broń jądrową) odmówiło udziału w Konferencji. Podpisany przez 84 państw, ratyfikowany przez 50. 24 października 2020 r. Honduras jako pięćdziesiąte państwo dokonał ratyfikacji, tym samym, zgodnie z art. 15, traktat wszedł w życie 90 dni od tej daty, tj. 22 stycznia 2021 r.

Głosowanie za przyjęciem Traktatu 7 lipca 2017. Błękitny – za, czerwony – przeciw, czarny – wstrzymanie, szary – brak udziału w głosowaniu.

Strony Traktatu o zakazie broni jądrowej. Żółty – podpisany. Zielony – ratyfikowany.

Układ zakazuje stronom rozwijać, wypróbowywać, produkować, wytwarzać, uzyskiwać w inny sposób, posiadać lub gromadzić broń jądrową lub inne jądrowe urządzenia wybuchowe, jak również przekazywać i otrzymywać taką broń, używać lub grozić jej użyciem, pomagać, zachęcać lub nakłaniać w jakikolwiek sposób do jakiejkolwiek działalności zabronionej przez Traktat, szukać pomocy w takim działaniu lub otrzymywać ją, pozwalać na jakiekolwiek stacjonowanie, instalowanie lub rozmieszczanie jakiejkolwiek broni jądrowej lub innego jądrowego urządzenia wybuchowego na swym terytorium lub w innym miejscu będącym pod jego jurysdykcją lub kontrolą (art. 1).
Strona układu w ciągu 30 dni od nabrania mocy obowiązana jest powiadomić Sekretarza Generalnego ONZ o posiadaniu wszelkiej broni jądrowej bądź odpowiednich urządzeń (art. 2).
Międzynarodowa Agencja Energii Atomowej uprawniona jest do nadzorowania wykonania postanowień układu w czasie określonym przez szczegółowe umowy zawarte na jego podstawie (art. 3 i 4).
Art. 5 zobowiązuje strony do przyjęcia koniecznych środków w celu wykonania zobowiązań wynikających z układu.
Strony zobowiązane są do zapewnienia opieki lekarskiej dla ofiar broni jądrowej oraz odkażenia miejsc skażonych przez taką broń (art. 6).
Art. 7 zobowiązuje strony do współdziałania w wykonywaniu układu. Art. 8 przewiduje okresowe spotkania przedstawicieli stron. Sposób ponoszenia kosztów określa art. 9. Zmiany układu omawia art. 10.
Spory powinny być rozwiązywane w pokojowy sposób wybrany przez strony zgodnie z artykułem 33 Karty Narodów Zjednoczonych (art. 11).
Strony powinny zachęcać inne państwa do przystąpienia do układu (art. 12).
Układ został otwarty do podpisu w Nowym Jorku 20 września 2017 (art. 13), jest otwarty do przystąpień (art. 14). Ma zacząć obowiązywać po 90 dniach od powiadomienia depozytariusza o zatwierdzeniu lub przystąpieniu przez 50 państw (art. 15). Zastrzeżenia są zakazane (art. 16).
Układ obowiązuje bez ograniczeń czasowych. Wystąpienie wymaga powiadomienia depozytariusza i skutkuje po upływie 12 miesięcy od powiadomienia, chyba że strona zamierzająca wystąpić toczy zatarg zbrojny, wówczas jest zobowiązana na czas trwania tego zatargu (art. 17).
Wprowadzenie układu nie ma wpływu na zobowiązania wynikające z innych umów międzynarodowych, o ile zobowiązania te są zgodne z Traktatem (art. 18).
Traktat spisano w 6 językach autentycznych: angielskim, arabskim, chińskim, francuskim, rosyjskim i hiszpańskim (art. 19).
Depozytariuszem jest Sekretarz Generalny ONZ (art. 20).